# Розсошанський район
Розсошанський район (рос. Россошанский район) — адміністративна одиниця на півдні Воронезької області Росії. 
Адміністративний центр — місто Розсош.

## Економіка
У районному сільськогосподарському виробництві наразі діють 84 підприємства, з яких 66 відносяться до сільськогосподарських артілей, три - до закритих акціонерних товариств, 10 - до товариств з обмеженою відповідальністю, три - до відкритих акціонерних товариств, одне - до агрофірм і ще одне підприємство знаходиться в державній власності. Разом з тим, в районі в 2006 році зареєстровано 236 фермерських господарств. Всі вони спеціалізувалися на виробництві рослинницької продукції (зернові, цукровий буряк, соняшник), м'яса та молока.

## Транспорт
Розсошанський район з півночі на південь перетинає залізнична магістраль «Москва - Воронеж - Ростов-на-Дону». Вона забезпечує зв'язок району центром та півднем країни. Залізницю добре доповнюють пересічні в Розсоші автодороги «Воронеж - Розсош - Кантемирівка» та «Павловськ - Розсош - Білгород».